# Route nationale 41 (Estonie)
Pour les articles homonymes, voir Route nationale 41.
La route nationale 41 (Tugimaantee 41) est une route nationale estonienne reliant Kärevere à Võibla (et). Elle mesure 12,9 km.

## Tracé
- Comté de Tartu
  - Kärevere
  - Kämara
  - Õvi (et)
  - Nõela (et)
  - Lammiku (et)
  - Kärkna
  - Võibla (et)